# Žvėrynas (Trakai)
Žvėrynas is een dorp in het zuiden van Litouwen ongeveer 30 kilometer ten zuidwesten van de hoofdstad Vilnius. Het gehucht ligt midden in het Ropėjos (productie)bos.

## Bevolking
In 2011 telde Žvėrynas 7 inwoners, van wie 4 mannen en 3 vrouwen.
| Inwoners per jaar |        |
| Jaar              | Aantal |
| 2001              | 8      |
| 2011              | 7      |